# Roy Dutton
Roy Gilbert Dutton, né le 2 mars 1917 à Hatton et mort le 14 septembre 1988, est un aviateur britannique de la Royal Air Force (RAF).
Il participe à la Seconde Guerre mondiale.